# Dytiscacarus
Dytiscacarus (лат.) — род водных тромбидиформных клещей, единственный в составе семейства Dytiscacaridae из надотряда Acariformes. 3 вида. Паразиты жуков-плавунцов (Dytiscidae). Иран и США.

## Описание
Водные клещи микроскопических размеров (около 0,5 мм). Специализированные паразиты, проходящие весь свой жизненный цикл под надкрыльями водных жуков-плавунцов (Dytiscidae — Hydaticus, Thermonectus). Имеется четыре постэмбриональных возраста (личинка, протонимфа, дейтонимфа и имаго), характеризующиеся следующим сочетанием признаков: гнатосома без дорсальных волосков, но с одной парой вентральных волосков m в ростральной области; пальпы умеренно хорошо развиты, выступают переднемедиально, свободно от вершин инфракапитулума, с тремя сегментами (trochanter, femorogenu и tibiotarsus); trochanter голый, femorogenu с двумя волосками (dFe и dGe), tibiotarsus с четырьмя волосками (acm, sul, ul' и ul"). Имеет три отличительные особенности, не встречающиеся у других клещей (аутапоморфии): инфракапитулум имеет пару гнатосоматических неостигматов на дорсальной поверхности, подвижные хелицеральные стилеты покрыты оболочкой и могут глубоко втягиваться в просому, а претарзы всех ног лишены эмподий и несут парные коготки, сильно модифицированные в склеротизированные цепляющиеся структуры (для прикрепления к хозяевам). Эти особенности встречаются у всех активных жизненных стадий. Dytiscacaridae также имеют половой диморфизм: у самок четвёртая пара ног удлинена (возможно, для большей подвижности), а у самцов имеется каудальная копулятивная капсула.

## Биология
Dytiscacaridae проводят свой жизненный цикл под надкрыльями жуков-плавунцов (Dytiscidae). Яйца откладываются на внутреннюю поверхность надкрылий, приклеиваясь к ним желатиновым веществом. Возможно, хотя это ещё не подтверждено, что эти клещи прокалывают крылья жука своими стилетами, чтобы питаться гемолимфой.
Неизвестно, как клещи рассеиваются от жука к жуку. Возможно, как и у других гетеростигматных клещей (Heterostigmatina), рассеивают их взрослые самки. Возможно, они передаются половым путём, рассеиваясь от жука к жуку во время спаривания.

## Классификация
Включает 3 вида. Род входит в состав монотипического семейства Dytiscacaridae из надотряда Acariformes (подотряд Prostigmata: Raphignathina). В каталоге «ACARORUM CATALOGUS VII» его включают в состав надсемейства Raphignathoidea.
- Dytiscacarus americanus Mortazavi and Hajiqanbar, 2018 — США. Хозяин Hydaticus bimarginatus
- Dytiscacarus iranicus Mortazavi and Hajiqanbar, 2018 Тип — Иран. Хозяин Hydaticus pictus
- Dytiscacarus thermonecti Mortazavi and Hajiqanbar, 2018 — США. Хозяин Thermonectus basillaris